# 维朗皮
维朗皮（法語：Villampuy，法語發音：[vilɑ̃pɥi]）是法国厄尔-卢瓦省的一个市镇，位于该省南部偏东，属于沙托丹区。

## 地理
维朗皮（48°2'5"N, 1°30'34"E）面积16.71 平方千米，位于法国中央-卢瓦尔河谷大区厄尔-卢瓦省，该省份为法国北部内陆省份，北起顺时针与厄尔省、伊夫林省、埃松省、卢瓦雷省、卢瓦-谢尔省、萨尔特省和奧恩省接壤。
与维朗皮接壤的市镇（或旧市镇、城区）包括：佩龙维尔、瓦里兹、维朗布兰、维勒莫里。
维朗皮的时区为UTC+01:00、UTC+02:00（夏令时）。

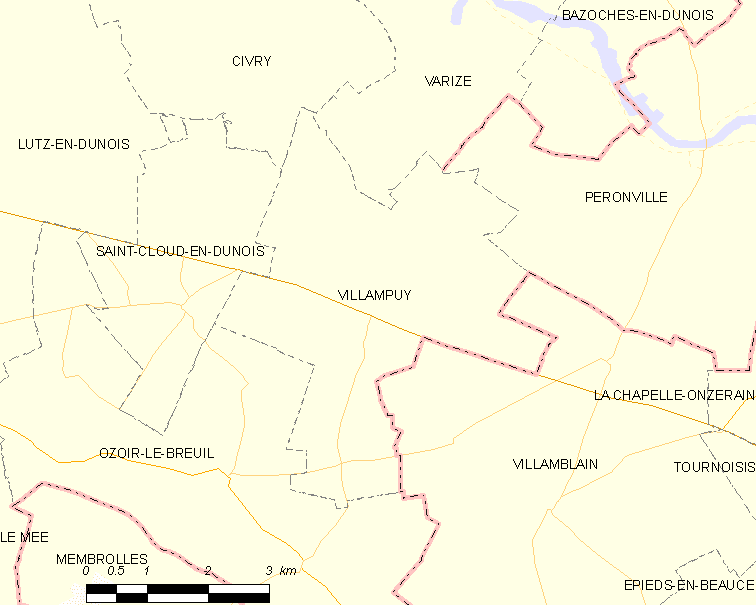
维朗皮的OSM定位图

## 行政
维朗皮的邮政编码为28200，INSEE市镇编码为28410。

## 政治
维朗皮所属的省级选区为沙托丹县。

## 人口

1962-2008年间维朗皮人口变化图示

维朗皮于2022年1月1日时的人口数量为298人。